# Scobey
Scobey is een plaats (city) in de Amerikaanse staat Montana, en valt bestuurlijk gezien onder Daniels County.

## Demografie
Bij de volkstelling in 2000 werd het aantal inwoners vastgesteld op 1082.
In 2006 is het aantal inwoners door het United States Census Bureau geschat op 958, een daling van 124 (-11,5%).

## Geografie
Volgens het United States Census Bureau beslaat de plaats een oppervlakte van
1,9 km², geheel bestaande uit land. Scobey ligt op ongeveer 752 m boven zeeniveau.

## Plaatsen in de nabije omgeving
De onderstaande figuur toont nabijgelegen plaatsen in een straal van 68 km rond Scobey.